# 朝明村
朝明村（あさけむら）は三重県三重郡にあった村。現在の菰野町の北西の大半にあたる。

## 地理
- 山岳：釈迦ヶ岳、尾高山、福王山
- 河川：朝明川、田光川、杉谷川、焼合川、三滝川、竹谷川、鳥井戸川

## 歴史
- 1955年（昭和30年）4月1日 - 朝上村・千種村が合併して発足。
- 1957年（昭和32年）1月15日 - 菰野町に編入。同日朝明村廃止。